# Düttingsfeld
Düttingsfeld ist ein Gemeindeteil des Marktes Oberschwarzach im unterfränkischen Landkreis Schweinfurt in Bayern.

## Geografische Lage
Der Weiler mit Kirche liegt in der Gemarkung Mutzenroth im Nordwesten des Oberschwarzacher Gemeindegebiets. Weiter nördlich liegt der Oberschwarzacher Gemeindeteil Wiebelsberg, im Nordosten Mutzenroth. Der Südosten wird von Oberschwarzach eingenommen. Im Süden beginnt das Gebiet des Landkreises Kitzingen, der Gemeindeteil Bimbach von Prichsenstadt liegt Düttingsfeld am nächsten. Westlich beginnt die Gemarkung von Schallfeld, einem Gemeindeteil von Lülsfeld.

## Geschichte
Erstmals erwähnt wurde der Ort relativ spät im Jahr 1438. Damals wurde das Dorf „Dudelsfeld“ genannt, was als das Feld des Dudilo, eines Adeligen, zu deuten ist. Vielleicht war der Ort im Zuge der Kolonisation durch die fränkischen Karolinger als Rodungssiedlung im 7. oder 8. Jahrhundert gegründet worden. Während des Mittelalters waren viele Untertanen der Familie Fuchs aus dem nahen Bimbach dort angesiedelt worden.
Bis zum Jahr 1971 war Düttingsfeld Teil der Gemeinde Mutzenroth im Landkreis Gerolzhofen, ehe der Ort am 1. Januar 1971 im Zuge der Gemeindegebietsreform Oberschwarzach zugeschlagen wurde.

## Kultur und Sehenswürdigkeiten

### Baudenkmal St. Wendelinus
In Düttingsfeld gibt es nur ein Baudenkmal, das vom Bayerischen Landesamt für Denkmalpflege registriert ist. Es handelt sich um die katholische Filialkapelle St. Wendelinus. Das Gebäude wurde im 19. Jahrhundert im Stil der Neugotik errichtet und mit dem charakteristischen Dachreiterturm versehen. Ein Rokoko-Altar trägt eine Figur des Wendelin. Im Jahr 1966 wurde die Kirche umgestaltet, der Schweinfurter Künstler Ludwig Boßle fertigte damals die Bronzetüren der Kirche.

### Sage
Der ganze Stolz der Düttingsfelder war im Mittelalter und in der Frühen Neuzeit ihr ertragreicher Gemeindewald zwischen Mutzenroth und Handthal. Während eines großen Krieges brach  im Dorf eine Hungersnot aus und die Düttingsfelder mussten den Wald an die reicheren Mutzenrother verkaufen. Die nutzten die Notsituation ihrer Nachbarn aus und brachten den Wald nur für sieben Laib Brot und einen Laib Käse an sich. Hätten die Düttingsfelder auf den Käse verzichtet, hätte man den Kauf rückgängig machen können.
Eine Urkunde vom 31. Juli 1714 klärt über die wahren Umstände des Kaufes auf. Insgesamt musste Mutzenroth 400 Gulden fränkisch in vier Jahresraten den Düttingsfeldern zahlen.